# 土羊高速道路
土羊高速道路（どようこうそくどうろ、トゥーヤンガオソォーゴンルー、簡体字: 土羊高速公路）は、中国遼寧省大連市金州区の金州南JCTから旅順口区の旅順新港ICまで56.77kmの高速道路である。金州南JCTで瀋大高速道路と丹大高速道路と接続している。2008年8月16日開通。2010年4月30日から「G15瀋海高速道路」と名称変更した高速道路の一部区間となった。
金州南JCT-土城子大橋BR-拉樹房IC-茶葉溝TN-周水子機場IC-革鎮堡TN-夏家河TN-夏家河大橋BR-営城子IC-牧城駅大橋BR-長城IC-旅順口IC-旅順IC-旅順新港IC